# Kabinett von Ägypten
Das Kabinett von Ägypten (arabisch مجلس الوزراء المصري, DMG Maǧlis al-Wuzarāʾ al-Maṣrī) ist das oberste Exekutivorgan der Arabischen Republik Ägypten. Es besteht aus dem Premierminister und den Ministern des Kabinetts.
Die Regierung spielt eine führende Rolle bei der Gestaltung der Tagesordnung der beiden Parlamentskammern. Sie kann dem Parlament Gesetze vorschlagen und während der Parlamentssitzungen Änderungen vornehmen. Sie kann sich bestimmter Verfahren bedienen, um die parlamentarischen Beratungen zu beschleunigen. Die Regierung ist nur dem Parlament, insbesondere der Abgeordnetenkammer, verantwortlich.
Die Abgeordnetenkammer kann einen Misstrauensantrag stellen, der den Rücktritt des Kabinetts erzwingt. Die Minister müssen den Abgeordneten Rede und Antwort stehen, sowohl schriftlich als auch mündlich; dies wird als Anfragen an die Regierung Talebat Ihata bezeichnet.
Außerdem nehmen die Minister an den Sitzungen der beiden Kammern des Parlaments teil, wenn Gesetze, die ihren Zuständigkeitsbereich betreffen, erörtert werden.
Die Einzelheiten der Organisation des Kabinetts sind in den Artikeln 153 bis 160 der Verfassung niedergelegt. Artikel 155 besagt, dass die Kabinettsmitglieder bei Amtsantritt vereidigt werden müssen.

## Aufgaben
Das Kabinett nimmt insbesondere die folgenden Aufgaben wahr:
- Mitwirkung bei der Festlegung der allgemeinen Politik des Staates in Zusammenarbeit mit dem Präsidenten der Republik und Kontrolle ihrer Durchführung in Übereinstimmung mit den Gesetzen und Verordnungen der Republik.
- Leitung, Koordinierung und Verfolgung der Arbeit der Ministerien und ihrer verschiedenen Verwaltungen sowie der öffentlichen Organisationen und Institutionen.
- Erlass von Verwaltungs- und Exekutiventscheidungen in Übereinstimmung mit den Gesetzen und Dekreten und Überwachung ihrer Umsetzung.
- Ausarbeitung von Gesetzes- und Verordnungsentwürfen.
- Ausarbeitung des Entwurfs des Gesamthaushaltsplans des Staates.
- Ausarbeitung des Entwurfs für den Gesamtplan des Staates.
- Abschluss von Verträgen und Gewährung von Darlehen in Übereinstimmung mit den Bestimmungen der Verfassung.
- Überwachung der Umsetzung der Gesetze, Aufrechterhaltung der staatlichen Sicherheit und Schutz der Rechte der Bürger und der Interessen des Staates.

## Rang eines Ministers
Das Kabinett setzt sich traditionell in absteigender Reihenfolge zusammen:
- Der Premierminister, Chef der ägyptischen Regierung.
- Stellvertretende(r) Ministerpräsident(en), in der Regel einer oder mehrere, meist zusätzlich zu einem Ministeriumsressort.
- Minister, Vollmitglieder des Kabinetts. Gegenwärtig gibt es in dieser Regierung 32 Vollminister.
- Staatsminister, die als „Junior-Minister“ bezeichnet werden und denen bestimmte Zuständigkeiten oder Behörden zugewiesen sind. Die Portefeuilles der Staatsminister sind wesentlich flüchtiger, da Posten geschaffen und aufgelöst werden können, um bestimmten kurzfristigen Regierungsprioritäten oder den besonderen Qualifikationen der Kandidaten gerecht zu werden, ohne dass die Ressortstruktur geändert wird, z. B. das Staatsministerium für Umweltfragen.
- Minister ohne Portefeuille, d. h. Minister, die keine spezifischen Abteilungen leiten und gelegentlich an Kabinettssitzungen teilnehmen, z. B. der ehemalige Minister ohne Portefeuille Omar Suleiman, der ehemalige Vizepräsident Ägyptens.
- Abteilungsleiter, die bestimmte wichtige Abteilungen leiten, die nicht in den Zuständigkeitsbereich eines Ministers fallen, und die direkt dem Premierminister oder dem Staatspräsidenten unterstehen, z. B. der Vorsitzende der Suezkanalbehörde und der Vorsitzende des staatlichen Informationsdienstes.
- Minister-Delegierte, die die Minister in ihren Aufgabenbereichen unterstützen und nur selten an Kabinettssitzungen teilnehmen.

## Ministerielle Kriterien
Die folgenden Voraussetzungen müssen von allen Ministern verfassungsrechtlich erfüllt sein.
- Ein Minister muss mindestens 30 Jahre alt sein, die ägyptische Staatsbürgerschaft besitzen und im Besitz der bürgerlichen und politischen Rechte sein.
- Ein Minister darf während seiner Amtszeit keine selbständige Tätigkeit in Handel, Finanzen oder Industrie ausüben.

## Jüngere Geschichte
Das Interimskabinett von Essam Sharaf wurde am Montag, dem 7. März 2011, von Feldmarschall Mohammed Hussein Tantawi, dem Vorsitzenden des Obersten Rates der Streitkräfte und Verteidigungsminister, vereidigt. Im Juli 2011 entließ Sharaf mehrere Minister, obwohl der Oberste Rat der Streitkräfte (SCAF) erklärte, dass er dazu nicht befugt sei. Am 21. November 2011 bot das gesamte Kabinett angesichts der zweiten Protestwelle seinen Rücktritt an. Am 24. November 2011 beauftragten die ägyptischen Militärs den ehemaligen Premierminister Kamal al-Ganzuri mit der Bildung einer neuen Regierung. Seine Regierung trat am 26. Juni 2012 nach der Wahl von Mohamed Morsi zum Präsidenten Ägyptens zurück, um Platz für die neue Regierung zu machen.

## Aktuelles Kabinett
Das Kabinett des ägyptischen Premierministers Scherif Ismail wurde am 19. September 2015 vereidigt. Am 5. Juni 2018 reichten alle Mitglieder des ägyptischen Kabinetts ihr Rücktrittsschreiben ein, blieben aber bis zur Ernennung eines neuen Kabinetts als Verwalter im Amt. Am 7. Juni 2018 wurde der Minister für Wohnungsbau und städtische Versorgungsbetriebe Mustafa Madbuli zum Nachfolger Ismails ernannt. Es wurde auch berichtet, dass die neue Regierung acht Minister aus dem Kabinett entlassen hat, darunter den Minister für Altertümer, Khaled Al-Anany, den Minister für Arbeitskräfte, Mohamed Saafan, den Minister für Bewässerung, Mohamed Abdel Aty, den Gesundheitsminister, Ahmed Emaddin, den Landwirtschaftsminister, Abdel Moniem al-Banna, und den Minister für Hochschulbildung, Khaled Abdel Ghaffa. Das vorgeschlagene Kabinett wurde vom ägyptischen Parlament angenommen. Die endgültige Liste der Kandidaten für die Ministerposten in der Madbuli-Regierung wurde am 10. Juni 2018 veröffentlicht und umfasst Assem El-Gazar als Wohnungsbauminister, Hala Zayed als Gesundheitsministerin, Yasmeen Fouad als Umweltministerin und Mohamed Eissa als Minister für Arbeit; Amr Nassar als Minister für Handel und Industrie, Magdy Abo El-Ela als Justizminister, Hala El-Khatib oder Ashraf Sobhy als Minister für Jugend und Sport, Mahmoud Shaarawy als Staatsminister für lokale Entwicklung und Mohamed Moiet als neuer Finanzminister. Acht Frauen würden als Ministerinnen für Investitionen, Planung, Gesundheit, Umwelt, soziale Solidarität, Einwanderung, Tourismus und Kultur fungieren. Die folgenden Ministerinnen aus Ismails Kabinett blieben in ihren Ämtern: die Minister für Erdöl, Verkehr, Bildung, Hochschulbildung, auswärtige Angelegenheiten, Inneres, Verteidigung, militärische Produktion, Tourismus und parlamentarische Angelegenheiten.
Am 13. Juni 2018 wurde berichtet, dass Madbuli 13 bis 16 stellvertretende Minister ausgewählt hatte und dass die neue Regierung am 14. Juni vereidigt werden würde. Am 14. Juni wurde eine neue Regierung, bestehend aus 12 neuen Ministern und 15 neuen stellvertretenden Ministern, von Sisi vereidigt. Madbuli wurde auch als Premierminister vereidigt und würde auch seine Rolle als Wohnungsbauminister beibehalten. Es wurde berichtet, dass seine Regierung ihre politische Erklärung am 23. Juni abgeben würde, aber der Parlamentssprecher Salah Hassaballah bestätigte später, dass dies nicht korrekt sei. Am 23. Juni erklärte Hassaballah, dass zwar noch kein Termin für die Vorlage der politischen Erklärung vor dem Parlament feststehe, er aber davon ausgehe, dass die Regierung Madbuli sie in der nächsten Woche vorlegen werde, und dass die Regierung nicht in der Lage sei, sie rechtzeitig zum geplanten Termin vorzubereiten. Madbuli gab seine politische Erklärung am 3. Juli vor dem Parlament ab. Das Repräsentantenhaus, die einzige gesetzgebende Körperschaft des ägyptischen Einkammerparlaments, verwies die Angelegenheit anschließend an einen Sonderausschuss unter dem Vorsitz des ersten stellvertretenden Parlamentspräsidenten Al-Sayed Al-Sherif, der nach Prüfung der Erklärung ein Vertrauensvotum empfahl. Nach wochenlangen Debatten billigte das Parlament am 25. Juli Madbulis Kabinett in einem Vertrauensvotum.

## Liste der Kabinette
- Präsident Anwar as-Sadat (1970–1981)

1. Kabinett Mahmud Fauzi I (Oktober 1970 – November 1970)[23]
2. Kabinett Mahmud Fauzi II (November 1970 – Mai 1971)
3. Kabinett Mahmud Fauzi III (Mai 1971 – Januar 1972)[24]
4. Kabinett Aziz Sidqi (Januar 1972 – April 1974)[25]
5. Kabinett Anwar as-Sadat I (April 1974 – September 1974)[26]
6. Kabinett Abd al-Aziz Muhammad Hidschazi (September 1974 - 1975)[27]
7. Kabinett Mamduh Muhammad Salim I (1975 – März 1976)
8. Kabinett Mamduh Muhammad Salim II (März 1976 – November 1976)[28]
9. Kabinett Mamduh Muhammad Salim III (November 1976 – Februar 1977)[29]
10. Kabinett Mamduh Muhammad Salim IV (Februar 1977 – Oktober 1977)[30]
11. Kabinett Mamduh Muhammad Salim V (Oktober 1977 – Mai 1978)[31]
12. Kabinett Mamduh Muhammad Salim VI (Mai 1978 – Oktober 1978)[32]
13. Kabinett Mustafa Chalil I (Oktober 1978 – Juni 1979)[33]
14. Kabinett Mustafa Chalil II (Juni 1979 – Mai 1980)[34]
15. Kabinett Anwar as-Sadat II (Mai 1980 – Oktober 1981),[35] erste begrenzte Umbildung, zweite begrenzte Umbildung

- Präsident Husni Mubarak (1981–2011)

1. Kabinett Husni Mubarak (Oktober 1981 – 1982)
2. Kabinett Fuad Mohieddin (1982 – 1984)[36]
3. Kabinett Kamal Hasan Ali (1984 – 1985)
4. Kabinett Ali Lutfi (1985 – 1986)[44]
5. Kabinett Atif Sidqi (drei Kabinette, 1986 – 1996)
6. Kabinett Ganzuri I (1996 – 1999)
7. Kabinett Abaid (1999 – 2004)
8. Kabinett Nazif (2004 – 2011)
9. Kabinett Schafiq (Januar 2011 – März 2011)

- Oberster Rat der Streitkräfte (2011–2012)

1. Kabinett Scharaf (2011 – 2011)
2. Kabinett Ganzuri II (2011 – 2012)

- Präsident Mohammed Mursi (2012–2013)

1. Kabinett Kandil (2012 – 2013)

- Interimspräsident Adli Mansur (2013–2014)

1. Kabinett Beblawi (2013 – 2014)
2. Kabinett Mahlab I (2014 – 2014)

- Präsident Abd al-Fattah as-Sisi (2014–)

1. Kabinett Mahlab II (2014 – 2015)
2. Kabinett Mahlab III (2015 – 2015)
3. Kabinett Ismail (2015 – 2018)
4. Kabinett Madbuli (2018 – )